# Aeka jezik
Aeka jezik (ISO 639-3: aez), jedan od transnovogvinejskih jezika, priznat kao poseban jezik 14. siječnja 2008. i klasificiran u Binandersku jezičnu skupinu (binanderean)
Aeka se govori u provinciji Oro u Papui Novoj Gvineji, a srodan mu je Orokaiva [okv]. 3 400 govornika (2007). Govornici se služe i tok pisinom ili engleskim.